# Gazeta Gmin
Gazeta Gmin – pismo lokalne wydawane w latach 1992–2004 w Dusznikach-Zdroju.
Pismo powstało z inicjatywy Barbary Drożyńskiej jako miesięcznik samorządowy czterech gmin zachodniej części ziemi kłodzkiej: Kudowy-Zdroju, Lewina Kłodzkiego, Dusznik-Zdroju i Szczytnej. Połączono w ten sposób gminne periodyki: „Kudowa”, „Gazeta Gminna” (Szczytna), „Wzgórza Lewińskie”. W lutym 1994 do „Gazety Gmin” dołączyła Polanica-Zdrój, a w maju 1996 (na cztery lata) Radków.
Pismo szeroko informowało o poczynaniach miejscowych samorządów i życiu lokalnych społeczności. Na jego łamach prowadzono często burzliwe dyskusje o wizji rozwoju gmin objętych jego zasięgiem.
Z początkiem 1995 gazeta stała się własnością spółki redaktorskiej i ukazywała się już dwa razy w miesiącu. W grudniu 2002 właścicielem Wydawnictwa Gazeta Gmin został Krzysztof Jankowski.
Do listopada 1996 redaktorką naczelną „Gazety Gmin” była Barbara Drożyńska, następnie pismem kierował Krzysztof Jankowski. Do zespołu redakcyjnego należeli: Mirosław Awiżeń (do kwietnia 1993), Mikołaj Krzemiński (do końca 2002), Ryszard Król (maj 1993 – wrzesień 1995), Bolesław Jaśkiewicz (od stycznia 1995), Marek Kulpa (od stycznia 2003) i Grzegorz Nowakowski (sierpień 2000 – lipiec 2001). W „Gazecie Gmin” w różnym okresie ukazywały się także teksty wielu współpracowników (m.in. Ryszarda Grzelakowskiego).
W 1994 „Gazeta Gmin” została laureatem II nagrody w ogólnopolskim konkursie prasy lokalnej „Prasa Lokalna – Demokracja Lokalna – Samorząd”, w 2002 zdobyła pierwsze miejsce w skali województwa dolnośląskiego w konkursie promującym kształtowanie świadomości proekologicznej społeczeństwa.
Pierwszy numer wydano 30 października 1992, ostatni – nr 16(257) wydano 18 sierpnia 2004.